# Félix da Costa
Félix da Costa (1639-1702), ou Félix da Costa Meesen, foi um pintor e escritor português.
Entrou para a Irmandade de São Lucas, em 1674, e escreveu a obra Antiguidade da Arte da Pintura, sua nobreza, Divino e Humano que a exercitou e honras que os Monarcas fizeram a seus Artífices, na qual se mencionam 19 artistas portugueses.

## Vida e obra
"Félix da Costa nasceu em 1639 e faleceu em 1702. É filho do pintor Luís da Costa, tradutor dos Quatro Livros de Simetria de Durer. Ele próprio era artista gravador e desenhador de retábulos, cujas obras, apesar de documentadas, são hoje praticamente desconhecidas.
A principal motivação da sua vida foi a tentativa de fomentar os estudos artísticos em Portugal através da fundação de uma Academia inspirada no modelo francês. Este desejo não viria contudo a ser realizado no seu tempo, apesar do entusiasmo, com que este autor argumenta a respeito da dignidade da Pintura, por forma a sensibilizar os poderes públicos vigentes.
A Antiguidade da Arte da Pintura é o seu principal texto, manuscrito de 1696, nunca publicado em Portugal e publicado pela Universidade de Yale em 1967. Este texto revela a influência dos espanhóis Vicente Carducho e Gaspar Gutiérrez de los Ríos, assim como a de Giovanpietro Bellori.
Afasta-se da cultura que lhe era contemporânea, o Barroco, e reflecte uma admiração genuína pelo maneirismo, manifesto no apreço que revela pelos pintores portugueses António Campelo, Gaspar Dias, Francisco Venegas e Diogo Teixeira.
A Antiguidade de Arte da Pintura é um texto longo e erudito que retrata bem os seus conhecimentos e as suas ideias estéticas acerca da pintura, mais próximas do maneirismo do que da época que lhe era contemporânea, que desprezava. O seu manuscrito esteve, tal como o de Francisco de Holanda, esquecido durante séculos e por isso o pensamento deste autor não pode exercer uma real influência, nem mesmo servir o seu propósito, o de transmitir conhecimentos acerca da Pintura."